# Yoshikawa
Yoshikawa (jap. 吉川市 Yoshikawa-shi) – miasto w Japonii, na wyspie Honsiu, w prefekturze Saitama. Ma powierzchnię 31,66 km². W 2020 r. mieszkało w nim 72 028 osób, w 27 750 gospodarstwach domowych  (w 2010 r. 65 297 osób, w 23 247 gospodarstwach domowych).

## Miasta partnerskie
- Stany Zjednoczone: Lake Oswego